# Glavnica Gornja
Glavnica Gornja je naselje u sastavu Grada Zagreba. Nalazi se u gradskoj četvrti Sesvete.

## Stanovništvo
Prema popisu stanovništva iz 2001. godine, naselje je imalo 263 stanovnika te 79 obiteljskih kućanstava.

Prema popisu stanovništva 2011. godine naselje je imalo 226 stanovnika.
| broj stanovnika | 386   |       |       |       | 329   | 476   | 416   | 455   | 451   | 437   | 386   | 315   | 310   | 311   | 263   | 226   | 227   |
|                 | 1857. | 1869. | 1880. | 1890. | 1900. | 1910. | 1921. | 1931. | 1948. | 1953. | 1961. | 1971. | 1981. | 1991. | 2001. | 2011. | 2021. |